# Rio Novo (Venedig)
Der Rio Novo, teilweise auch Rio Nuovo geschrieben, zu deutsch etwa "Neuer Kanal", ist ein Kanal in Venedig, der zwischen den Stadtteilen Santa Croce und Dorsoduro liegt.
Er wurde 1931 ausgehoben, um die Piazzale Roma schneller mit dem touristischen Zentrum von Venedig zu verbinden. Für die Ausgrabung wurden mehrere Gebäude und ein Teil der Papadopoli-Gärten abgerissen.

## Bauwerke
In der Nähe der Ponte de la Cereria wurde zwischen 1952 und 1961 der neue Sitz der Società Adriatica di Elettricità (SADE), heute Enel, errichtet, ein Glas- und Betonpalast, der von den Architekten Luigi Vietti und Cesare Pea entworfen wurde. In der Zeit von 1963 bis Anfang der 2000er Jahre war das Gebäude der Sitz des „Compartimento di Venezia“ von Enel, d. h. der Koordinierung der Enel-Stromgesellschaft im Nordosten.

## Brücken
Der Kanal wird von folgenden Brücken überquert:
- Santa-Chiara-Brücke
- Ponte del Prefetto
- Ponte dei Tre Ponti
- Ponte de la Cereria
- Ponte de la Sbiacca

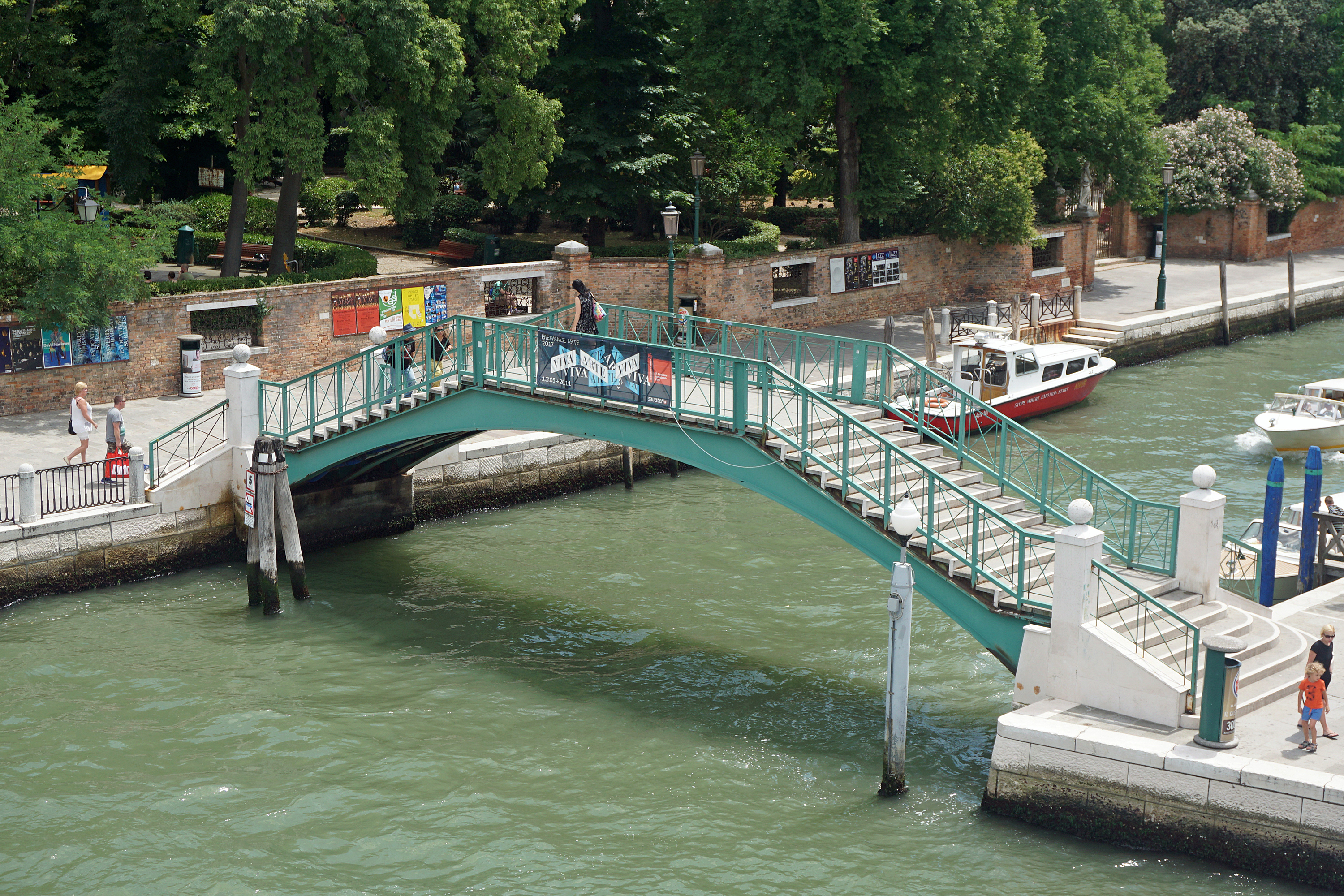
Ponte Santa Chiara
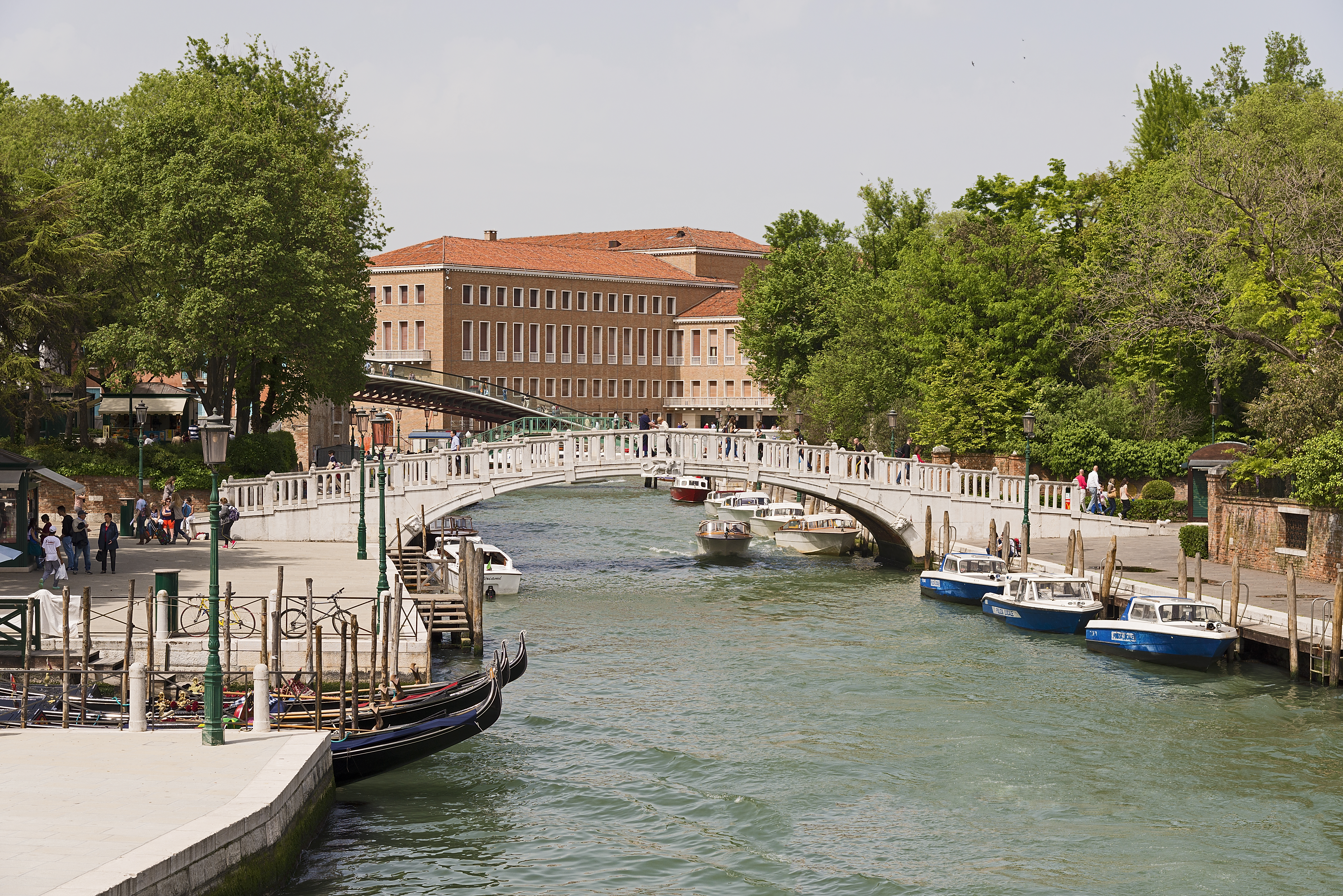
Ponte del Prefetto
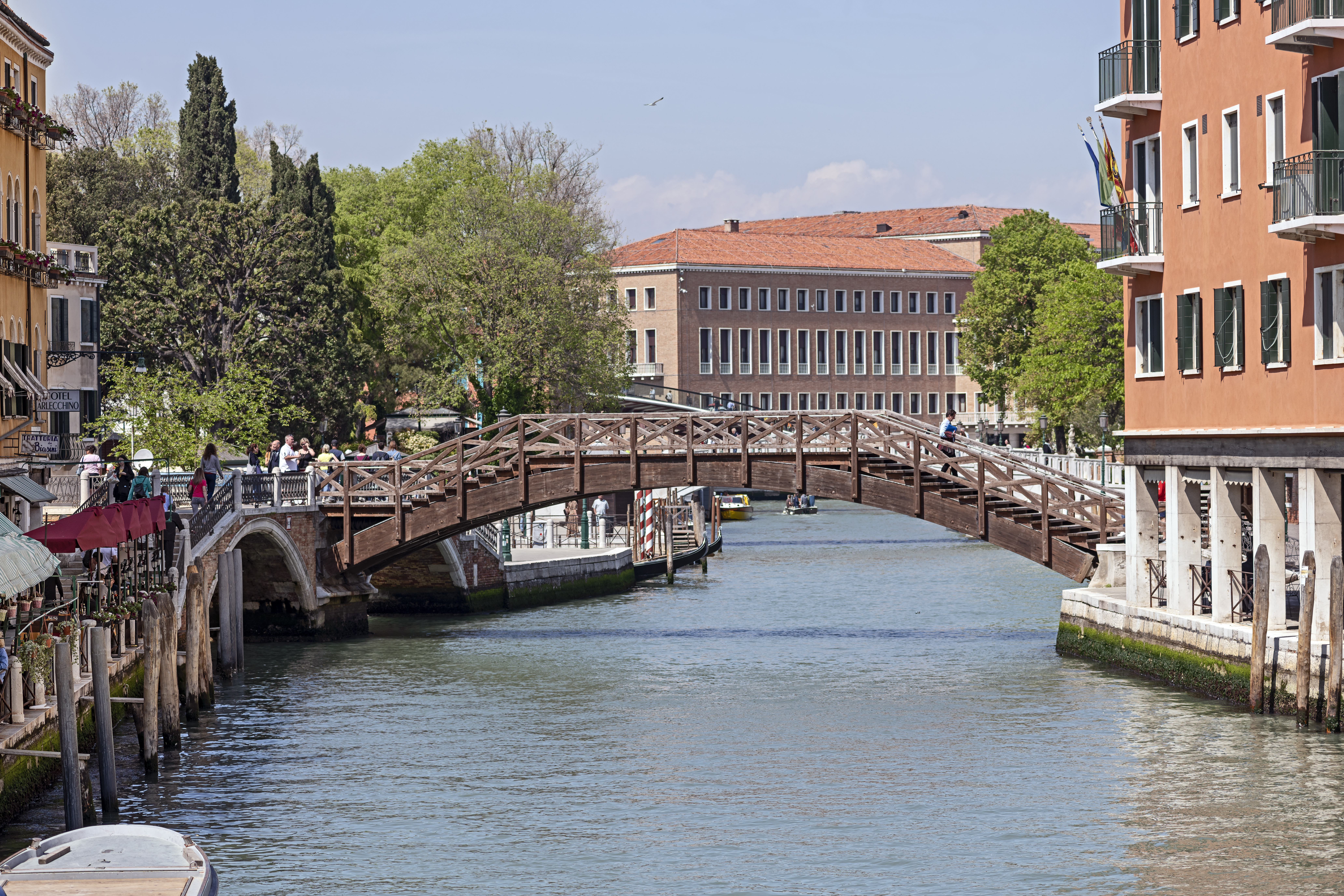
Ponte dei Tre Ponti
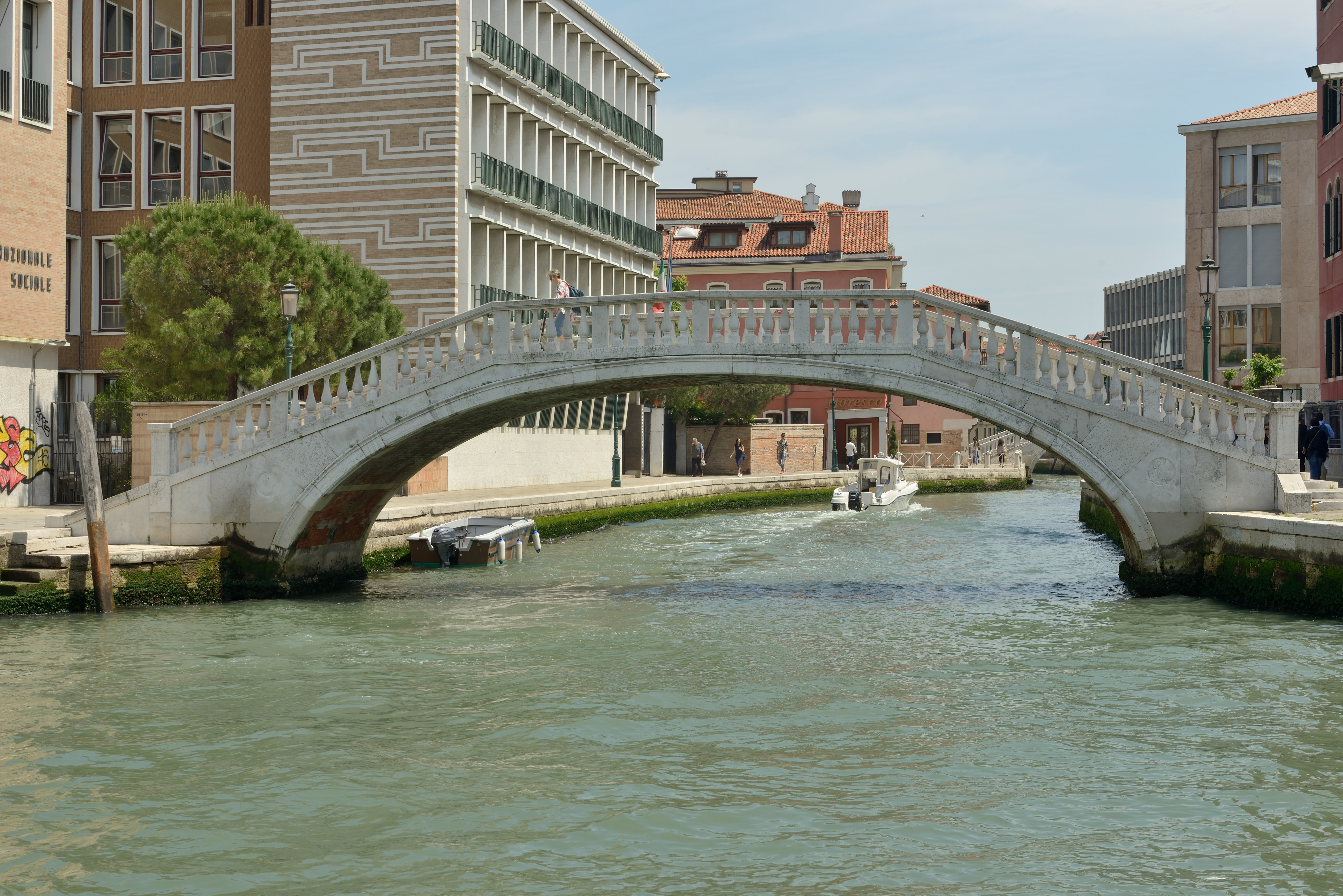
Ponte de la Cereria
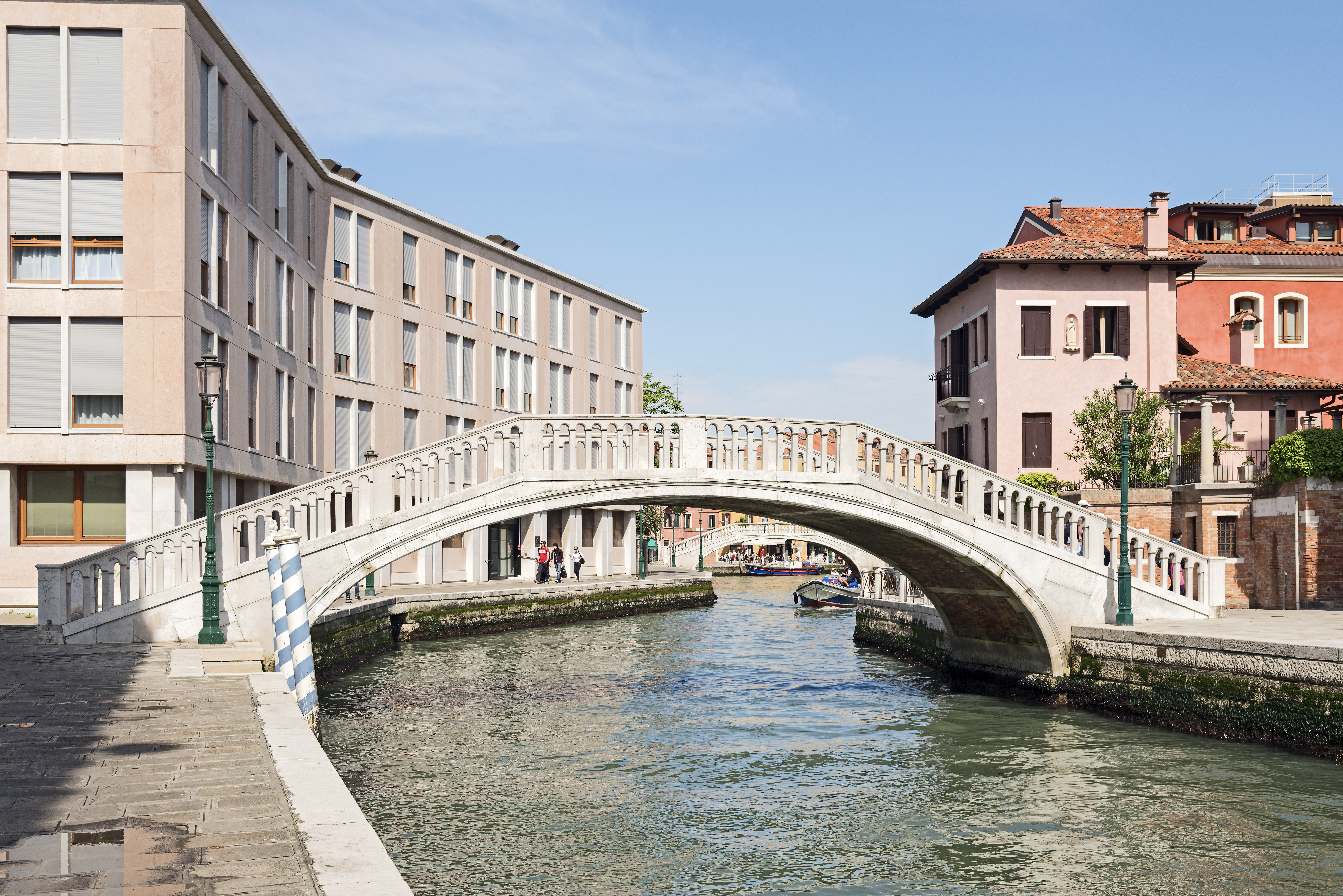
Ponte de la Sbiaca

## In der Literatur
- Gilberto Penzo: Vaporetti Liberia Editrice, Chioggia 2004, ISBN 88-8320-058-6, Italienisch.